# 丘賓齊
49°49′32″N 29°41′2″E / 49.82556°N 29.68389°E
丘賓齊（烏克蘭語：Чубинці）是位於烏克蘭北部的村莊，由基辅州白采爾克瓦區的斯克維拉市鎮負責管轄。該村面積3.07平方公里，海拔高度178米，2001年人口549，人口密度每平方公里178.8人。